# Antropologia ontològica
L'Antropologia ontològica és un corrent teòric i metodològic de l'antropologia que defèn que la recerca antropològica s'ocupe del món a què es refereix una cultura i no el «com». Malgrat que es divideix en dos corrents, aquestes tenen prou característiques en comú per definir un moviment.
Es va anar gestant des de la dècada de 1990 fins que va es va consolidar al 2013 a la reunió anual d'American Anthropological Association. Els autors fundadors són Philippe Descola i Eduardo Viveiros de Castro. Aquest interès destacat ha sigut anomenat per alguns com el "gir ontològic". Els autors posteriors als fundadors que destaquen són Martin Holbraad, Morten Pedersen i Rane Willerslev.

## Característiques
Els dos corrents de l'antropologia ontològica són el corrent representat per Philippe Descola i el representat per Eduardo Viveiros de Castro.
El punt principal del que parteix l'antropologia de les ontologies és el rebuig de la distinció Natura/Cultura com a oposició conceptual. P. Descola defineix naturalesa com una construcció que classificar-se segons un sistema animista, sistema totèmic, el naturalisme i l'analogisme. Eduardo Viveiros de Castro accepta un multinaturalisme que permet considerar, per exemple, una ontologia on l'oposició cultura/natura té característiques inverses a l'oposició occidental dotant a la cultura una naturalesa universal mentre que la natura és un aspecte relatiu.
Quan l'antropologia ontològica aprofundeix en la distinció entre natura i cultura es parla d'estudis d'ontologia ecològica.
Martin Holbraad enfocà el corrent en el mètode d'innovació conceptual al fer recerca tractant de construir ontologies a partir de l'altre (la cultura investigada) en compte d'investigar-la a partir de les pressuposicions sobre aquesta. El mètode considerat per Holbraad és el mètode ontogràfic.